# 감염병 전문병원
감염병 전문병원(感染病專門病院)은 감염병의 연구, 예방, 전문가 양성 및 교육, 환자의 진료 및 치료 등을 위한 시설, 인력 및 연구 능력을 갖춘 병원으로, 국가가 설립하거나 지정하여 운영된다. 2017년도 2월에 국립중앙의료원이 중앙 감염병 전문병원으로, 2017년도 8월에 조선대학교병원이 권역 감염병 전문병원으로 지정되었다. 2020년 기준, 국립중앙의료원의 이전 부지에 설립될 신축 병원에 중앙감염병전문병원이 설립될 예정이었으나, 부지 및 설립 문제가 미해결 중이다. 중부권엔 순천향대 천안병원, 영남권에 양산부산대병병원, 호남권엔 조선대학교병원을 권역감염병전문병원으로 선정했다, 이들 권역별 감염병전문병원은 2023년~2024년 개원 예정이다. 

## 관련 법령
2015년 12월 29일, 「감염병의 예방 및 관리에 관한 법률」이 개정되었다.
제8조의2(감염병병원)  ①  국가는 감염병의  연구·예방,  전문가  양성  및  교육,  환자의  진료 및  치료  등을  위한  시설,  인력  및  연구능력을  갖춘  감염병전문병원  또는 감염병연구병원을  설립하거나  지정하여  운영한다.

②  국가는 감염병환자의  진료  및  치료  등을  위하여  권역별로  보건복지부령으로  정하는 일정규모  이상의  병상(음압병상  및  격리병상을  포함한다)을  갖춘  감염병전문병원을  설립하거나  지정하여  운영한다.

뒤이어 2016년 6월 30일, 하위법령 (「감염병의 예방 및 관리에 관한 법률 시행령」) 개정·시행을 통해, 국가가 권역 감염병 전문병원을 지정/운영하도록 규정되었다.
제1조의4(권역별  감염병전문병원의  지정)   ①  법  제8조의2제2항에  따른  권역별  감염병전문병원(이하  "권역별  감염병병원"이라  한다)으로  지정받을  수  있는 의료기관은  「의료법」 제3조의3  또는 제3조의4에  따른  종합병원  또는 상급종합병원으로서  보건복지부장관이 정하여  고시하는 의료기관으로  한다.

③  보건복지부장관은  법  제8조의2제2항에  따라  권역별  감염병병원을  지정하는 경우에는 다음  각  호의  사항을  종합적으로  고려하여야  한다.

1. 해당  권역에서의  의료자원의  분포  수준

2. 해당  권역에서의  주민의  인구와  생활권의  범위

3. 해당  권역에서의  감염병의  발생  빈도  및  관리  수준

4. 해당  권역에서의  항만  및  공항  등의  인접도

## 중앙 감염병 전문병원

### 건립 논의
중앙감염병병원은 2015년 메르스 사태로 신종감염병 및 고위험 감염병 등에 대한 전문치료병원 지정‧육성 필요성이 높아짐에 따라 '국가방역체계 개편방안'의 일환으로 추진되어 왔다.
2017년 2월 10일, 보건복지부가 「감염병전문병원 지정 의료기관 등」 고시를 발령하고, 국립중앙의료원을 중앙감염병병원으로 지정한다고 밝혔다. 국립중앙의료원은 2015년 메르스 사태 당시, 메르스 중앙거점 의료기관으로 지정되어 의료기관 전체가 메르스 환자의 치료‧관리에 주력하는 메르스 전담체제로 운영되었다. 당시 총 67명(확진 30명, 의심 37명)의 환자를 의료원 내 의료진 및 직원이 감염되지 않고 성공적으로 진료했다. 다만 이 지정은 조건부이며, 시설·장비 등을 감염병전문병원 완공 시까지 갖추는 것을 조건으로 한다. 이후 서울 서초구 원지동에 2021년까지 감염병전문병원 완공된 이후, 시설․장비 등이 완비 될 예정이다.
새로 건립된 중앙감염병병원에 들어설 설비 특징은 감염병에 특화되었으며 다음과 같다.
- 1병실 1병상을 원칙으로, 100개 이상의 음압격리병상(일반 80개, 중환자 16개, 고도 4개 등)을 운영하며, 평시에도 전체 격리병상의 20% 이상을 대기병상으로 두어 감염병 환자 발생 시 신속한 대응이 가능.
- 음압설비를 갖춘 수술실 2개와 생물안전 3등급(Bio-Satety Level 3)의 검사실을 설치하여 다양한 위기상황에 대응할 수 있는 역량을 갖춤.
- 인력기준을 대폭 강화하여, 감염병 관련 전문의 6인을 포함한 의사 10명과 간호사 21명을 의무적으로 배치.

### 제안된 역할
중앙 감염병 전문병원의 역할은 다음과 같이 제안되었다.
- 감염병환자등의 진료 및 검사 : 신종감염병, 원인불명 질환 및 고위험 감염병 환자 등의 진단, 치료, 검사(병원체 확인에 필요한 실험실 검사 포함) 등
- 감염병 대응 교육·훈련 : 대기격리병상 및 교육·훈련 시설을 활용하여 감염병병원,  감염병관리기관  등 공공·민간  의료기관의  감염병  대응 전문인력 등에 대한 교육·훈련
- 신종 및 고위험 감염병 임상 연구 : 입원 환자 사례 중심의 임상 연구, 진료지침 개발, 진단 및 치료기술 개발, 병원체 은행 및 DB 구축·관리 등
- 감염병 대응 자원에 대한 관리 및 평가 : 권역별 감염병병원, 감염병 관리기관의 자원(병상, 시설, 인력, 장비 등)의 보유·사용 현황 파악 및 관리·평가
- 환자 회송·의뢰 체계 관리·운영 : 감염병 발생 시 환자 중증도에 따른 병원 배정·전원 등의 조정, 감염병 위기 시 감염병환자의 입·퇴원 현황 모니터링

### 국립중앙의료원의 부지 이전 문제
본래 2014년 서울시와 국립중앙의료원은 서울 서초구 원지동 서울추모공원 부지에 종합의료시설인 국립중앙의료원을 이전 건립한다고 발표했다. 메르스 사태 이후 '국가방역체계개편방안'에 따라 국립중앙의료원에 중앙감염병병원을 설치하기로 결정하면서 원지동에 추가부지 확보가 검토되었다.
2018년 11월 27일과 2019년 2월 13일 두 차례, 서초구 원지동 주민들은 주민공청회를 개최하여, 이명박 시장 재임 당시 인근 용도지역 종상향 약속을 이행하라고 민원을 제기했다. 또한 2019년 6월 발표된 서초구 원지동 부지의 국립중앙의료원 건축 설계에 대한 전략환경영향평가 결과에 따르면, 방음벽이나 방음터널을 설치하더라도 주/야간 모두 소음환경 기준을 초과할 것으로 예측되어, 소음환경 기준 부적합 판정을 받게 되었다.
이처럼 원지동 부지로의 이전 건립 가능성이 불투명해짐에 따라, 2019년 9월, 국립중앙의료원은 16년째 답보상태에 있는 서초구 원지동 신축이전 사업 추진에 더 이상 의미가 없다며, 실무 작업을 진행하던 전담조직인 신축이전팀을 해체했다고 발표했다.
부지 이전이 답보 상태에 머물면서, 2019년 국립의료원에 배정된 설계비 예산(현대화 사업 65억3,300만원·감염병전문병원 구축 18억200만원)은 쓰이지 못하고 불용 처리됐다. 기획재정부에 따르면, 2020년 국립중앙의료원 현대화 사업 예산이 당초 정부안인 339억원에서 실제 책정된 금액은 51억원으로 280억원이 넘게 깎였다.
2020년 4월 박원순 서울시장이 서울 중구 을지로6가 소재 국립중앙의료원을 국방부 소유의 서울 중구 미군 공병단 터로 신축·이전할 것과 해당 장소에 '국립중앙감염병 전문병원'과 '국립외상센터'를 함께 건립해 '중앙 감염병전문병원'으로 운영할 것을 보건복지부와 국방부에 제안했다. 전국보건의료산업노동조합은 해당 제안을 환영했다.

## 권역 감염병 전문병원

### 지정 이력
2016년 질병관리본부가 감염병전문병원 설립방안에 대해 의뢰한 연구용역(충남의대 이석구 교수)에 따르면, 인천, 중부, 영남, 호남, 제주의 3-5개 권역에 50병상 이상의 감염병 전문병원이 5개소 내외가 필요하다고 제안되었다. 연구진은 고도위험·중증환자(집단 발병환자)를 치료하고, 외래진료 및 권역 내 감염병 대응 교육 등을 담당하는 50병상 규모의 감염병전문병원 설립에 개소 당 450억원을 투입해야 한다고 제안했다. 하지만 2017년 ‘권역 감염병 전문병원 사업안내서’에 따르면, 2017년 예산 편성 과정에서 호남, 중부, 영남의 3개 권역에 36병상 규모로 계획이 축소되었다. 해당 권역 소재 종합병원 또는 상급종합병원을 대상으로 하였으며, 모병원 피해 최소화를 위해 독립된 별동을 구축하게 했다. 각 권역 병원 당 정부가 총 280여억원을 지원할 예정이었다.
2017년 8월 10일 질병관리본부는 권역 감염병 전문병원에 신청한 3개 권역 의료기관 중, 2개 기관을 대상으로 선정평가위원회의 평가를 거쳐 호남권에 있는 조선대학교병원을 최종 선정했다고 밝혔다. 조선대병원은 약 298억 원의 국고를 지원받아 2020년까지 감염병 전문병원을 만들어 2021년부터 운영할 계획으로 밝혀졌다.
2020년 6월 19일 질병관리본부는 중부 권역 감염병전문병원으로 순천향대 부속 천안병원을, 영남권역 감염병전문병원엔 양산부산대학교병원을 선정했다.

### 제안된 역할
권역 감염병 전문병원의 역할은 다음과 같이 제안되었다.
- 감염병환자등의 진료 및 검사 : 권역 내 신종 및 고위험 감염병환자등의 진단, 치료, 검사(병원체 확인에 필요한 실험실 검사 포함) 등 (평시 해당 권역 내 다제내성결핵 등 감염병 환자 진료 등 공적 역할 수행)
- 감염병 대응 교육·훈련 : 평시 권역 내 감염병관리기관 등 공공·민간 의료기관의 감염병 대응 전문인력 등에 대한 교육·훈련
- 대규모 감염병환자등 발생 시 위기 대응 : 해당 권역 내 의료자원 (인력·장비)의 동원 및 진료 지원, 중앙 감염병 전문병원 지원

### 조선대병원의 감염병전문병원 개원 지연
조선대병원에 투입될 298억원의 예산 중 2017년 8월 당시 질병관리본부는 14억원의 예산을 확보해두었다. 이후 2017년도 권역 감염병 전문병원 구축 사업 결산 현황’ 자료에 따르면, 보건복지부는 관련 예산 1,400억원을 책정했지만 실제 집행된 금액은 ‘0원’이었다. 정부가 사업계획 적정성 검토를 마치지 못했다는 이유로 예산을 배정하지 않음에 따라 관련 예산 전액이 불용 처리됐다.
조선대병원의 권역 감염병전문병원 개원은 오는 2023년 운영으로 연기됐다. 이는 필요 예산이 당초 예정된 것보다 많아 예산 확보 과정에서 지체되었고, 한국개발연구원(KDI) 적정성 검토, 교육부 부지 사용 승인, 설계 심의·입찰 등의 과정에서 예상보다 소요기간이 길어졌기 때문이라고 알려졌다. 2020년 3월 기준 조선대병원은 감염병 전문병원에 대한 건축 시공사를 선정하는 중이다.

## 국가지정 입원치료병상 및 지역별 거점병원

### 현황
국가지정  입원치료병상이란 "평시" 및 "국가 공중보건 위기 시" 신종 감염병환자 등에 대한 격리 입원치료를 위해 질병관리본부장이 설치와 운영을 지원한 감염병관리시설을 뜻한다. 2019년 11월 기준 전국 29개 병원에 535병상(음압 198, 일반  337)을 구축·운영 중이다. 지역별 거점병원은 신종감염병 확산에 대비하기 위해 인구 및 지리적 접근성을 고려하여 사전에 지정된 병원으로서, 격리외래 및 격리중환자실을 갖춰야 한다. 2017년 3월 및 2019년 1월 기준 총 77개소 병원이 참여하고 있다 (격리외래 시설: 71개소 병원, 격리중환자실 시설: 32개소 병원)

### 역할
국가지정 입원치료병상 및 지역거점 격리병원의 역할은 다음과 같이 제안되었다.
- 감염병환자등의 진료 및 검사 : 지자체 내 산발적 신종 및 고위험 감염병환자등의 진단, 치료
- 감염병 대응 교육·훈련 : 자체 보유 감염병 대응 전문인력 등에 대한 교육·훈련
- 산발적 감염병환자 발생 대응 : 해당 지자체 내 산발적 환자 발생 대응
- 위기 시 지역 내 발생 감염병환자등의 진료 지원

## 감염병 대응 의료기관·음압격리병상 종류별 주요 역할(안)
감염병 대응 의료기관·음압격리병상의 종류 및 그에 따른 위기시/평시 주요 역할은 아래와 같이 제안되었다.
| 의료기관                                 | 중앙 감염병병원 | 중앙 감염병병원 | 중앙 감염병병원 | 권역 감염병전문병원 | 권역 감염병전문병원 | 국가지정 | 지역거점 |
| ---------------------------------------- | --- | --- | --- | --- | --- | --- | --- |
| 격리병상                                 | 고도병리 독립병동 | 중증병리 중환자병동 | 일반격리 (입원병동) | 중증병리 중환자병동 | 일반격리 (입원병동) | 일반격리 (입원실) | 중증병리 중환자실 |
| 위기 시 지휘                             | 보건복지부(질병관리본부) (중앙 감염병병원 ‘감염병환자관리센터’ : 확진된 진단명에 따른 격리병상 결정, 중증도에 따른 의료기관·격리병상 의뢰-회송, 대응자원 파악 등)              | 보건복지부(질병관리본부) (중앙 감염병병원 ‘감염병환자관리센터’ : 확진된 진단명에 따른 격리병상 결정, 중증도에 따른 의료기관·격리병상 의뢰-회송, 대응자원 파악 등) | 보건복지부(질병관리본부) (중앙 감염병병원 ‘감염병환자관리센터’ : 확진된 진단명에 따른 격리병상 결정, 중증도에 따른 의료기관·격리병상 의뢰-회송, 대응자원 파악 등)                                       | 보건복지부(질병관리본부) (중앙 감염병병원 ‘감염병환자관리센터’ : 확진된 진단명에 따른 격리병상 결정, 중증도에 따른 의료기관·격리병상 의뢰-회송, 대응자원 파악 등) | 보건복지부(질병관리본부) (중앙 감염병병원 ‘감염병환자관리센터’ : 확진된 진단명에 따른 격리병상 결정, 중증도에 따른 의료기관·격리병상 의뢰-회송, 대응자원 파악 등)                                       | 보건복지부(질병관리본부) (중앙 감염병병원 ‘감염병환자관리센터’ : 확진된 진단명에 따른 격리병상 결정, 중증도에 따른 의료기관·격리병상 의뢰-회송, 대응자원 파악 등) | 보건복지부(질병관리본부) (중앙 감염병병원 ‘감염병환자관리센터’ : 확진된 진단명에 따른 격리병상 결정, 중증도에 따른 의료기관·격리병상 의뢰-회송, 대응자원 파악 등) |
| 평시 기능                                | - 신종/고위험 감염병환자등 진단·치료 - 감염병 대응 전문인력 실전훈련 (대기병상)                                                                                                | - 신종/고위험 감염병환자등 진단·치료 - 감염병 대응 전문인력 실전훈련 (대기병상)                                                                                   | - 신종/고위험 감염병환자등 진단·치료 - 감염병 대응 전문인력 실전훈련 (대기병상) | - 고위험 감염병환자등 진단·치료 | - 고위험 감염병환자등 진단·치료 | - 저위험 감염병환자등 진단·치료 | - 저위험 감염병환자등 진단·치료 |
| 평시 기능                                | 대기병상(20%) 운영 | 대기병상(20%) 운영 | 대기병상(20%) 운영 | 대기병상(20%) 운영 | 대기병상(20%) 운영 | 대기병상(20%) 운영 | - |
| 지역 범위                                | (일상+위기) 수도권+전국 | (일상+위기) 수도권+전국 | (일상+위기) 수도권+전국 | (일상) 권역(시도) (위기) 전국 | (일상) 권역(시도) (위기) 전국 | (일상) 지역(시도·시군구) (위기) 전국 | (일상) 지역(시도·시군구) (위기) 전국 |
| 진료대상·감염병 종류 및 환자 중증도 (안) | - 고위험 감염병 환자 - 제3군 감염병 중 탄저 - 제4군 감염병 중 바이러스성 출혈열 (에볼라열, 마버그열, 라싸열) - 신종 감염병/국내 첫 유입 - 원인불명 감염병 의심 환자 - 생물테러 | 일반격리 병상 환자 중 중증도, 개입평가로 중환자실 입원이 필요한 경우                                                                                              | 호흡기 및 중환자 입원 치료대상 - 제2군 감염병 중 홍역, 디프테리아 - 제3군 감염병 중 결핵, 성홍열, 수막구균성 수막염 - 제4군 감염병 중 MERS, 동물 인플루엔자 인체감염증, 생물테러 감염병 중 페스트, 두창 | 일반격리 병상 환자 중 중증도, 개입평가로 중환자실 입원이 필요한 경우                                                                                              | 호흡기 및 중환자 입원 치료대상 - 제2군 감염병 중 홍역, 디프테리아 - 제3군 감염병 중 결핵, 성홍열, 수막구균성 수막염 - 제4군 감염병 중 MERS, 동물 인플루엔자 인체감염증, 생물테러 감염병 중 페스트, 두창 | 접촉 입원치료 대상 - 제1군 감염병 - 제2군 감염병 중 폴리오 | 일반격리 병상 환자 중 중증도, 개입평가로 중환자실 입원이 필요한 경우                                                                                              |